# Fontanella (Austria)
Fontanella è un comune austriaco di 447 abitanti nel distretto di Bludenz, nel Vorarlberg.